# Nuevas mezclas
Nuevas mezclas es el tercer álbum de estudio del grupo español El Último de la Fila,  fue lanzado al mercado en 1987 por la discográfica PDI, en formato LP. Se trata de un conjunto de temas ya editados en anteriores grabaciones del grupo, entre álbumes y singles, pero regrabadas en un mejor estudio de grabación.
En 1991 fue reeditado por la discográfica EMI en formato CD.
A pesar de no contener composiciones nuevas, el álbum fue presentado en directo mediante una gira de conciertos por todo el territorio español.

## Lista de canciones
Edición Original En LP y Casete
CARA A:
1. El loco de la calle (M. García, Q. Portet y J. L. Pérez) - 4:17
2. Aviones plateados (M. García y Q. Portet) - 3:52
3. Querida Milagros (Q. Portet) - 4:20
4. Lejos de las leyes de los hombres (Q. Portet y M. García) - 3:25
5. ¿Quién eres tú? (M. García y Q. Portet) - 4:26

CARA B:
1. Insurrección (M. García y Q. Portet) - 2:10
2. Son cuatro días (Q. Portet y M. García) - 2:40
3. No me acostumbro (Q. Portet) -  4:25
4. Soy un accidente (M. García y Q. Portet) -  3:22
5. Mi patria en mis zapatos (Q. Portet y M. García) - 4:11
6. Dulces sueños (Q. Portet y M. García) - 4:32

Reedición En CD
1. El loco de la calle (M. García, Q. Portet y J. L. Pérez) -  4:17
2. Aviones plateados (M. García y Q. Portet) - 3:52
3. Querida Milagros (Q. Portet) - 4:20
4. Lejos de las leyes de los hombres (Q. Portet y M. García) - 3:25
5. ¿Quién eres tú? (M. García y Q. Portet) - 4:26
6. Insurrección (M. García y Q. Portet) -  2:10
7. Son cuatro días (Q. Portet y M. García) - 2:40
8. No me acostumbro (Q. Portet) - 4:25
9. Soy un accidente (M. García y Q. Portet) - 3:22
10. Mi patria en mis zapatos (Q. Portet y M. García) - 4:11
11. Dulces sueños (Q. Portet y M. García) - 4:32

## Sencillos y maxisencillos
Se extrajo el siguiente sencillo del álbum:
- Son cuatro días (PDI, 1987)

También se editó el siguiente maxisencillo del álbum:
- El loco de la calle (PDI, 1987)

## Curiosidades
- La portada es una pintura de Manolo García basada en una foto de Bob Collins. Dicha foto ilustra la contraportada junto con una foto del grupo de pequeño tamaño.
- El álbum es a veces conocido como Nueva mezcla o El Último de la Fila, debido principalmente a que en la portada sólo ponía el nombre del grupo. En la reedición del álbum ya se indica sin lugar a dudas el nombre correcto del disco.
- Todas las canciones ya habían sido editadas en sus dos anteriores álbumes, excepto ¿Quién eres tú?, que formaba parte del sencillo Cuando la pobreza entra por la puerta, el amor salta por la ventana.
- En la grafía del álbum se incluye una cita del autor Thomas de Quincey.
- 1987 fue el año de los proyectos paralelos del grupo. Además de este álbum de nuevas versiones, se volvió a grabar un disco de Los Burros y Quimi Portet sacó su primer LP en solitario.
- A pesar de ser las mismas canciones, algunas de ellas sufrieron notables cambios en la letra, como El loco de la calle o en la melodía y el ritmo, como Son cuatro días.
- Junto con el sencillo Son cuatro días, el grupo incluía una carta explicativa, con su personal sentido del humor, acerca de los motivos que le habían llevado a editar un disco de nuevas versiones.[1]
- El álbum vendió 6 veces más que su anterior disco, Enemigos de lo ajeno.

## Personal
- Directores de producción: Manolo García y Quimi Portet.
- Coordinación: Marta Mirabent.
- Portada: Manolo García.
- Estudios de grabación: Aprilla y Perpinya, Barcelona, (primeras tomas). Trak, Madrid, (segundas tomas). Oasis AudioVisual, Londres, (mezclas).
- Momento de grabación: Enero de 1987 (tomas) y febrero de 1987 (mezclas).
- Ingeniero de tomas: Juan I. Cuadrado.
- Asistente de tomas: David de la Torre.
- Ingeniero de mezclas: John Etchells.
- Asistente de mezclas: Ian Tipper.

### Músicos
- Manolo García: Voz.
- Quimi Portet: Guitarras y bajo.
- Josep Lluís Pérez: Guitarra eléctrica.
- Marc Grau: Guitarra española.
- Ángel Celada: Batería.